# Старонадеждино
Старонаде́ждино (рос. Старонадеждино, башк. Иҫке Надеждин) — село у складі Благовіщенського району Башкортостану, Росія. Адміністративний центр Старонадеждинської сільської ради.
Населення — 525 осіб (2010; 573 в 2002).
Національний склад:
- росіяни — 76 %